# Pleasantville (New Jersey)
Pleasantville – miasto w Stanach Zjednoczonych, w stanie New Jersey, w hrabstwie Atlantic.